# Białoruska Armia Narodowa
Białoruska Armia Narodowa – nazwa Sił Zbrojnych Białoruskiej Republiki Ludowej (biał. Узброеныя сілы Беларускай Народнай Рэспублікі) po ich przekazaniu pod operacyjne dowództwo Wojska Polskiego w czasie wojny polsko-bolszewickiej.

## Historia
23 lutego 1920 roku przedstawiciele II Rzeczypospolitej Polskiej i Białoruskiej Republiki Ludowej podpisali w Rydze umowę o charakterze konwencji wojskowej, mówiącej o wspólnej walce wojsk polskich i białoruskich przeciwko bolszewickiej Rosji.

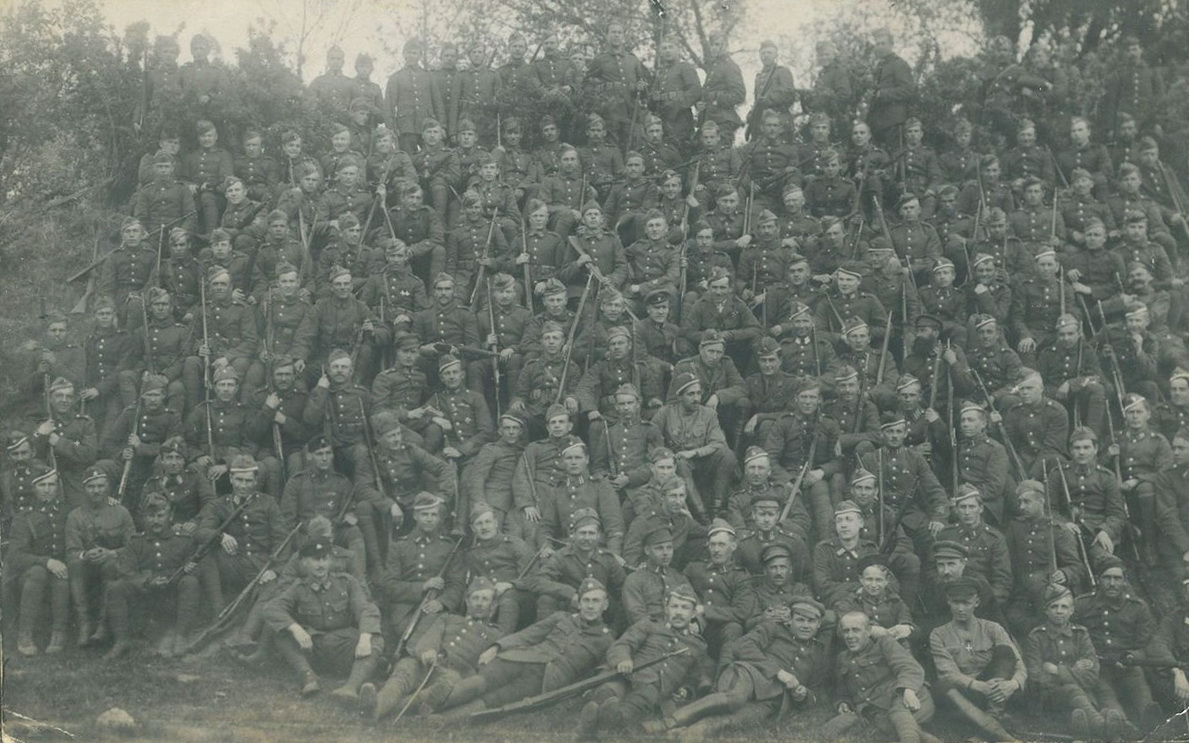
Konna grupa zwiadowcza Stanisława Bułaka-Bałachowicza. Brześć, 1920.

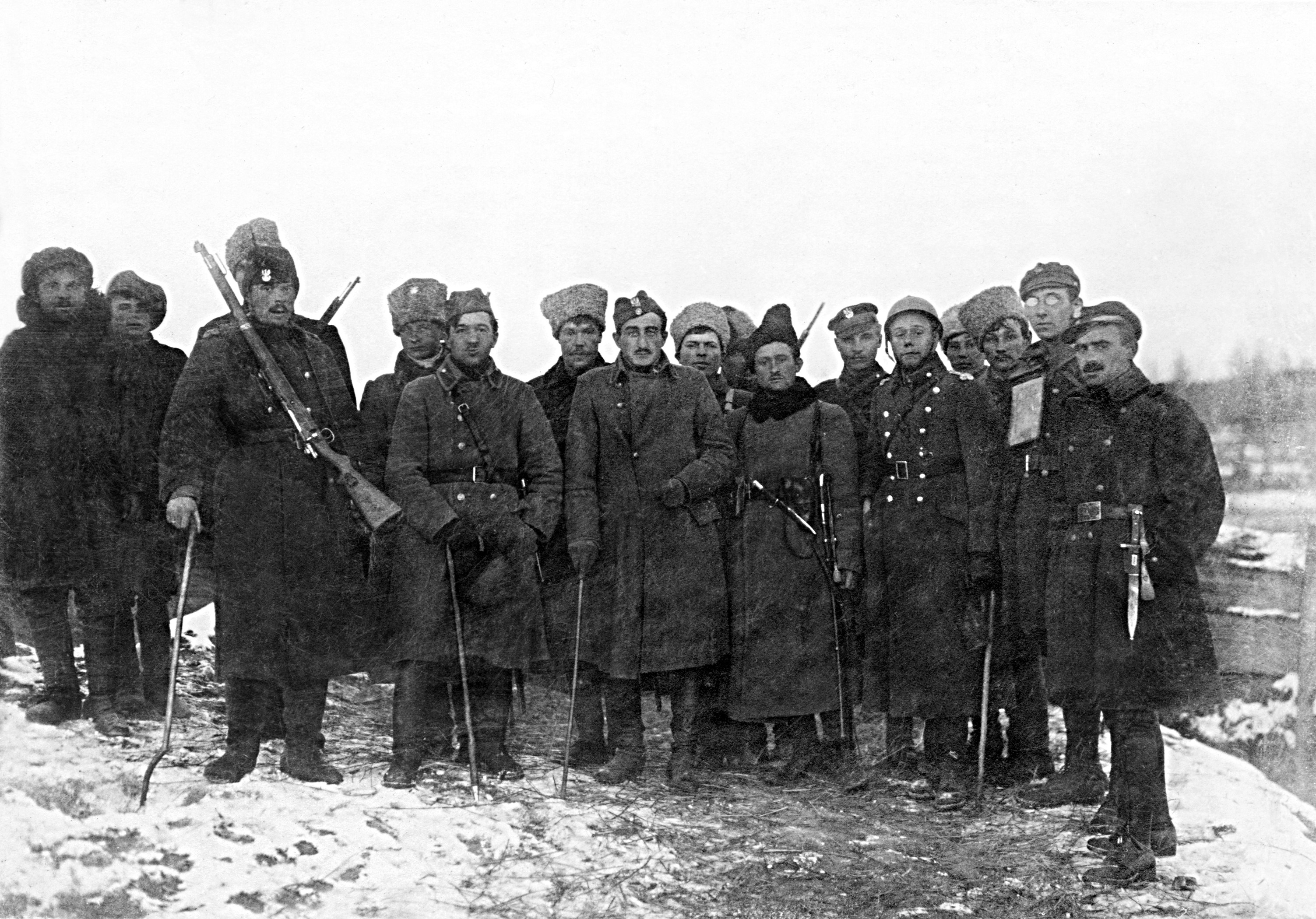
Białoruscy żołnierze atamana Łukasza Siemieniuka wraz z polskimi towarzyszami broni, 1919

W okresie od 9 czerwca do 30 września 1920 roku Białoruska Armia Narodowa pod dowództwem gen. Stanisława Bułak-Bałachowicza uczestniczyła w wielu bitwach, m.in. w decydującej bitwie niemeńskiej.
25 października 1920 roku gen. Bułak-Bałachowicz ogłosił przystąpienie do walki o niepodległą Białoruś i przekroczył ze swoimi oddziałami wyznaczoną rozejmem granicę polsko-radziecką. Białoruska Armia Narodowa rozpętała tam powstanie słuckie, lecz mimo początkowych sukcesów, w swej samotnej walce poniosła porażkę i powróciła na terytorium Polski 4 grudnia 1920 roku.
Tam oddziały białoruskie zostały w internowane, początkowo w obozie przejściowym w Łunińcu, a następnie w obozach dla internowanych w Płocku, Różanie, Szczypiornie i Radomiu.

## Ordre de Bataille
Skład Białoruskiej Armii Narodowej (stan na dzień 11 września 1920):
Dowódca – gen. Stanisław Bułak-Bałachowicz; szef sztabu – kpt. Bazyli Ciemnicki;
- 1 pułk piechoty (Partyzancki): dca – ppłk Darski;
- 2 pułk piechoty (Pskowski): dca – ppłk Matwiejew;
- 3 pułk piechoty (Ostrowski): dca – ppłk Żgun;
- 4 pułk piechoty (Wozniesieński): dca – ppłk Dreling;
- dyon artylerii: dca – płk Afanasjew;
- pułk kawalerii: dca – rtm. Semenow;
- kompania telegraficzna;
- kompania techniczna;
- kolumna samochodowa;
- jeden samolot;
- urząd gospodarczy;
- piekarnia polowa;
- kolumna taborowa;
- szpital polowy